# 中裕司
中裕司（日语：／ Naka Yuji，1965年9月17日—）是大阪府枚方市出身的遊戲開發者，也是《音速小子系列》電子遊戲和《夢幻之星網路版》電子遊戲的創造者，被称为“索尼克之父”。

## 經歷
畢業於大阪府立西野田高級工業職業學校。1984年4月到世嘉任職，剛開始活躍於遊戲編程，首部開發遊戲作品是《Girl's Garden》，與川口博史共同以遊戲程式師參與開發。1991年開發第一代《音速小子》電子遊戲結果大受歡迎，使其成為頂級的遊戲開發者。
2000年成為世嘉子公司Sonic Team的代表。但是在2006年5月8日從世嘉離職成立獨立遊戲開發公司PROPE（2019年3月，中裕司確認自2017年4月起已淪為一人公司）。
2018年1月加入史克威爾艾尼克斯，並創立子公司Balan Company開發首部作品《巴蘭的異想奇境》。
2021年4月，从史克威尔艾尼克斯离职。2022年4月28日，正式在法院控告史克威爾艾尼克斯不尊重他的遊戲開發專業。
2022年11月18日，中裕司因涉嫌史克威尔艾尼克斯与艾鳴網路遊戲的股票内幕交易被东京地检特捜部拘捕。同年12月7日，中裕司因为涉嫌ATeam与史克威尔艾尼克斯的股票内幕交易再次遭到东京地检特捜部拘捕。由於被捕原因，PROPE公司已經沒有在職員工和管理層，因此在事實上已經解散。2023年3月，东京地方法院对案件进行了初判，中裕司在内部交易中获利约2000万日元，他于当庭认罪。2023年7月，東京地方法院法官判處中裕司有期徒刑兩年零六個月，緩刑四年。法官沒收1.71億日元並需繳納200萬日元罰款。

## 外部連結
- PROPE官方網站 （页面存档备份，存于）
- 世嘉官方網站（页面存档备份，存于）
- 中裕司的X（前Twitter）
- 中裕司的Facebook專頁